# Khosrô Pacha
Ne doit pas être confondu avec Husrev Pacha.
Khosrô Pacha ou Khosrew Pacha est le seizième pacha triennal de la régence d'Alger. Il règne de 1626 jusqu'au début de l'année 1627. Il est connu pour avoir rétabli la perception des impôts dans une grande partie le Maghreb central et déclenché la guerre algéro-tunisienne de 1628.

## Biographie

### Un pacha belliqueux
Dès sa nomination, Khosrô Pacha, accompagné par des jannissaires, quitte Alger dans le but d'affirmer son autorité dans les territoires de la régence. Le royaume de Koukou oppose une résistance à la campagne du pacha. Ce dernier entre dans Koukou et les Kabyles sont battus.
De retour dans la capitale, le pacha doit immédiatement reprendre les armes face à Tlemcen révolté. Par conséquent 1 200 yoldachs (soldats) sont envoyés, épaulés par quelques tribus algériennes. La révolte est matée et leur dirigeant, un marabout, tué.
Khosrô Pacha déclare dans le même temps la guerre à Tunis. La régence voisine est accusée d'avoir encouragé les tribus constantinoises (dont les Hanenchas) à contester l'autorité d'Alger. L'empire ottoman tente de faire cesser les hostilités en envoyant une flotte mais les troubles en Crimée l'en empêche.

### Relation avec les Européens
Les activités des corsaires posent toujours problème aux puissances européennes. La situation est instable. De ce fait, aucun ambassadeur français n'avait été nommé en huit ans et les pertes pour Marseille, qui dépend fortement du commerce méditerranéen, sont importantes. Le roi Louis XIII est conscient des problèmes soulevé par le Parlement de Provence et décide d'envoyer le diplomate Sanson Napollon à Alger. Ce dernier débarque dans la ville le 20 juin 1626 avec plus de 18 000 livres aux hommes influents algérois. Les négociations dures et toutes les parties sabotent les initiatives du diplomate. Les marchands Anglais et Néerlandais vont même réussirent à stopper les échanges en faisant courir la rumeur selon laquelle le firman apporté par Napollon est faux. Le pacha envoie donc une délégation à Constantinople chargé de vérifier l'authenticité du document. Khosrô Pacha meurt de la peste au début de l'année 1627, avant le retour de la délégation,.